# Руля
Ру̀ля (на гръцки: Κώτας, Котас, до 1927 година Ρούλια, Руля, до 1932 година Κατωχώρι, Катохори) е село в Република Гърция, в дем Преспа, област Западна Македония.

## География
Селото е разположено на 38 километра югозападно от град Лерин (Флорина) и на 30 километра северно от Костур (Кастория) в подножието на планината Корбец (Трикларио) в областта Кореща (Корестия). Руля е на десния бряг на Рулската река, ляв приток на Бистрица (Алиакмонас).

## История

### В Османската империя
Селото се споменава в османски дефтер от 1530 година под името Хровиля с 25 семейства. В края на XIX век Руля е българско село в Костурска каза на Османската империя. Според легендите селото е било първоначално в местността Горно село, на самия път Лерин – Корча, но тъй като страдало от опустошенията на придвижващите се по пътя османски войски се преместило около развалините на манастира „Успение Богородично“. В Руля е построена църквата „Света Богородица“ и е отворено българско училище през 1865 година. Последователно в селото служат свещениците поп Карафил Бурджунов, поп Христо Бурджунов, поп Трайко Петков и поп Павле Настов (1912 г.). В 1860 година е пострена църквата „Свети Атанасий“.
В „Етнография на вилаетите Адрианопол, Монастир и Салоника“, издадена в Константинопол в 1878 година и отразяваща статистиката на населението от 1873 година, Руля (Rulia) е показано като село с 36 домакинства и 100 жители българи.
„Пѫтьтъ слѣдва Дѣлово — така се нарича Бистрица въ своето горньо течение — пуща се надолу прѣзъ една добрѣ застроена долина, въ която сѫ разположени много български села. Не далече отъ селото Руля водата на рѣката се изгубва съвършенно отъ коритото си и се появява пакъ слѣдъ 3 клм. растояние.“
Според статистиката на Васил Кънчов („Македония. Етнография и статистика“) в 1900 година Руля има 500 жители българи.
На Етнографската карта на Битолския вилает на Картографския институт в София от 1901 година Руля е чисто българско село в Костурската каза на Корчанския санджак със 75 къщи.
В началото на XX век цялото население на Руля е под върховенството на Цариградската патриаршия. По гръцки сведения в селото има 70 – 90 патриаршистки семейства. След Илинденското въстание в началото на 1904 година селото минава под върховенството на Българската екзархия. Същата година турските власти не допускат учителя Л. Поповски от Дъмбени да отвори българско училище в селото По данни на секретаря на екзархията Димитър Мишев („La Macédoine et sa Population Chrétienne“) в 1905 година в Руля има 600 българи екзархисти и работи българско училище. Според Георги Константинов Бистрицки Руля преди Балканската война има 75 български къщи.
През Илинденско-Преображенското въстание в 1903 година в Руля се организират две чети на ВМОРО: селската с 37 души и ръководена от кмета Ставро и четата на Коте Христов със 169 души четници, която се разпада през 1904 година заради присъединяването на Коте Христов към гръцката въоръжена пропаганда в Македония
В първите дни на април 1908 година властта претърсва селото, като обиските са съпроводени с изтезния и насилие.
По време на Балканската война 2 души от Руля се включват като доброволци в Македоно-одринското опълчение.
В 1915 година костурчанинът учител Георги Райков пише:
| „ | 1 1/4 ч. на северозапад от с. Търново по течението на река Бигла, на десния бряг покрай дефилето за гр. Костур и река Чунгурица, на едно хълмисто място е разположено българското с. Руля с около 106 къщи население се чисти българи. Имали са българско училище с български учители и българска черква със свещеник поп Павел от същото село... в с. Руля всичките селяни си говорят чисто български. | “ |

На етническата карта на Костурското братство в София от 1940 година, към 1912 година Рулия е обозначено като българско селище.

### В Гърция
През войната селото е окупирано от гръцки части и остава в Гърция след Междусъюзническата война. Българското училище е нападнато от гръцки части, които разграбват цялата училищна документация. Местните българи Л. Делов и Н. Лазаров са арестувани по обвинения в пробългарска агитация. Боривое Милоевич пише в 1921 година („Южна Македония“), че Руля (Руља) има 100 къщи славяни християни. В 1927 година селото е прекръстено на Катохорион, а в 1932 на Котас по името на Коте Христов.
От 1995 година в селото работи музеят „Капитан Коте“, настанен в родната му къща.
| Име           | Име            | Ново име   | Ново име               | Описание                                               |
| ------------- | -------------- | ---------- | ---------------------- | ------------------------------------------------------ |
| Зорушка       | Ζουρούσκα      | Лимерия    | Λιμέρια                | връх във Вич на ЮИ от Руля (1255 m)                    |
| Падиние       | Πάντινιε       | Ватулома   | Βαθούλωμα              |                                                        |
| Дърмана глава | Ντορμανόγκλαβο | Андара     | Άντάρα                 | връх във Вич на И от Руля (1707 m)                     |
| Пишенска Глаа | Πισέντσα       | Кисарос    | Καίσαρος               | връх в Корбец на ЮЗ от Руля (1067 m)                   |
| Сейман        | Σέϊμαν         |            | συν/ρχης ΛΟΚ φονευθείς |                                                        |
| Морача        | Μόρατσα        | Аркудорема | Άρκουδόρεμα            | река във Вич на И от Руля, ляв приток на Рулската река |

Преброявания
- 2001 – 53 жители
- 2011 – 22 жители

## Личности
Родени в Руля
- Васил Иванов (1884 – 1956), деец на ВМОРО
- Васил Попкарамфилов (Βασίλειος Παπακαραφύλλης), гръцки андартски деец от трети клас[29]
- Димитриос Котас (Димитър Котев, ? – 1944), гръцки юрист
- Коте Христов (1863 – 1905), гръцки андартски капитан
- Нестор Рачков, илинденец, през 1912 – 1913 затворен от гърците в Еди-куле[3]
- Никола Янев (1861 – ?), македоно-одрински опълченец, Нестроева рота на 7 кумановска дружина[30]
- Пандо Милев, македоно-одрински опълченец, Втора отделна партизанска рота, рота на 5 одринска дружина[31]
- Пандо Павлов Георгиев (1874 - след 1943), български революционер
- Сотириос Котас (Сотир Котев, 1894 – 1971), гръцки военен
- Спиро Карафилов, участник в Кресненско-Разложкото въстание като член в чета №4 под войводството на Стефо Николов.[32]
- Ставро Стоянов Тзавелла, селски кмет и войвода на рулската чета през Илинденското въстание[33]
- Христо Коломанов (? – 1912), убит от гърците[3]
- поп Христо Попдимитров (Παπα Χρήστος Παπαδημητρίου), гръцки андартски деец от трети клас[29]
- Христофор Тзавелла (1934 – 2018), български фолклорист и историк